# Чемпіонат Південної Америки з футболу 1967
Чемпіонат Південної Америки з футболу 1967 року — двадцять дев'ятий розіграш головного футбольного турніру серед національних збірних Південної Америки.
Турнір відбувався у Монтевідео, столиці Уругваю, з 13 січня по 2 лютого 1967 року. Переможцем водинадцяте стала збірна Уругваю.

## Формат
Від участі у турнірі відмовилась Бразилія і Перу. Вперше в чемпіонаті з'явився відбірковий турнір, який визначив двох учасників шляхом матчів плей-оф, ще 4 збірних потрапили у фінальний турнір без відбіркових ігор. В підсумку у турнірі взяло участь шість учасників: Аргентина, Венесуела, Болівія, Парагвай, Чилі і Уругвай, які мали провести один з одним матч за круговою системою. Переможець групи ставав чемпіоном. Два очки присуджувались за перемогу, один за нічию і нуль за поразку. У разі рівності очок у двох лідируючих команд призначався додатковий матч.

## Кваліфікація
| 30 листопада 1966 |

| Чилі                                                   | 5-2 | Колумбія               |
| ------------------------------------------------------ | --- | ---------------------- |
| Арая 7' Кампос 23' Прієто 40' (пен.), 49' Сааведра 61' |     | Гамбоа 71' Каньйон 72' |

| Національний стадіон, Сантьяго Глядачів: 80.000 Арбітр: Артуро Ямасакі |

| 11 грудня 1966 |

| Колумбія | 0-0 | Чилі |
| -------- | --- | ---- |
|          |     |      |

| Ель Кампін, Богота Глядачів: 17.000 Арбітр: Артуро Ямасакі |

 Чилі виграла із загальним рахунком 5-2 і отримала путівку у фінальний турнір
| 21 грудня, 1966 |

| Еквадор                 | 2-2 | Парагвай                     |
| ----------------------- | --- | ---------------------------- |
| Каррера 56' Муньйос 58' |     | Рохас 85' (пен.) Апокада 88' |

| Естадіо Модело, Гуаякіль Глядачів: 47.000 Арбітр: Дюваль Гойкоечеа |

| 28 грудня, 1966 |

| Парагвай                | 3-1 | Еквадор     |
| ----------------------- | --- | ----------- |
| Мора 7', 10' Пуерто 60' |     | Муньйос 81' |

| Естадіо Мануель Феррейра, Асунсьйон Глядачів: 25.000 Арбітр: Сесар Ороско |

 Парагвай виграв із загальним рахунком 5-3 і отримав путівку у фінальний турнір

## Стадіон
| Монтевідео         |
| Естадіо Сентенаріо |
| Місткість: 65,235  |
|                    |

## Підсумкова таблиця
| Збірна    | І | В | Н | П | ГЗ | ГП | Р   | О |
| --------- | - | - | - | - | -- | -- | --- | - |
| Уругвай   | 5 | 4 | 1 | 0 | 13 | 2  | +11 | 9 |
| Аргентина | 5 | 4 | 0 | 1 | 12 | 3  | +9  | 8 |
| Чилі      | 5 | 2 | 2 | 1 | 8  | 6  | +2  | 6 |
| Парагвай  | 5 | 2 | 0 | 3 | 9  | 13 | −4  | 4 |
| Венесуела | 5 | 1 | 0 | 4 | 7  | 16 | −9  | 2 |
| Болівія   | 5 | 0 | 1 | 4 | 0  | 9  | −9  | 1 |

| 17 січня | Уругвай   | 4 | 0 | Болівія   |
| 18 січня | Чилі      | 2 | 0 | Венесуела |
| 18 січня | Аргентина | 4 | 1 | Парагвай  |
| 21 січня | Уругвай   | 4 | 0 | Венесуела |
| 22 січня | Аргентина | 1 | 0 | Болівія   |
| 22 січня | Чилі      | 4 | 2 | Парагвай  |
| 25 січня | Парагвай  | 1 | 0 | Болівія   |
| 25 січня | Аргентина | 5 | 1 | Венесуела |
| 26 січня | Уругвай   | 2 | 2 | Чилі      |
| 28 січня | Венесуела | 3 | 0 | Болівія   |
| 28 січня | Аргентина | 2 | 0 | Чилі      |
| 29 січня | Уругвай   | 2 | 0 | Парагвай  |
| 1 лютого | Чилі      | 0 | 0 | Болівія   |
| 1 лютого | Парагвай  | 5 | 3 | Венесуела |
| 2 лютого | Уругвай   | 1 | 0 | Аргентина |

## Чемпіон
| Чемпіон Південної Америки 1967 |
| ------------------------------ |
| Уругвай 11-й титул             |

## Найкращі бомбардири
5 голів
- Луїс Артіме

4 голи
- Хорхе Оярбіде

3 голи
- Хуліо Галлардо
- Рубен Маркос
- Педро Роча
- Хосе Еусебіо Уррусменді
- Рафаель Сантана